# Tyler Cain
Tyler Lee Cain (Rochester, 30 giugno 1988) è un ex cestista statunitense.

## Carriera
Nel 2013-2014 milita in Divisione Nazionale A Gold nella Fulgor Libertas Forlì, squadra con cui viaggia a 17 punti e 11,1 rimbalzi di media. In precedenza aveva militato in Latvijas Basketbola Līga con VEF Rīga e Barons Rīga.
Nell'estate del 2017 torna in Italia approdando in Serie A alla Pallacanestro Varese, dove sin da subito rappresenta uno dei pilastri difensivi nel sistema di gioco di Attilio Caja. Con 9,4 punti e 8,9 rimbalzi (ed il 68,1% da due) contribuisce al raggiungimento dei play-off, venendo confermato anche per l'annata seguente nella quale ritocca al rialzo le proprie cifre con 9,7 punti e 10,8 rimbalzi di media.
Nel giugno del 2019 firma un contratto con opzione per la stagione successiva con il Basket Brescia Leonessa. Gioca 21 gare di campionato a 10,1 punti e 7,2 rimbalzi, ma il torneo viene definitivamente sospeso a causa della pandemia di COVID-19. Cain rientra in Italia nell'estate 2020 dopo essersi legato alla Victoria Libertas Pesaro, altra formazione impegnata in Serie A. In riva all'Adriatico confeziona 11,3 punti e 9,1 rimbalzi.
La sua carriera continua nuovamente nella massima serie italiana con l'ingaggio da parte di Tortona, squadra neopromossa che si apprestava a disputare la prima stagione in Serie A nella storia del club e che successivamente finisce per centrare prima un sorprendente quarto posto in regular season e poi il raggiungimento delle semifinali play-off. Il contributo di Cain in questa annata è di 8,8 punti e 7,6 rimbalzi in regular season, e di 5,6 punti e 3,4 rimbalzi ai play-off. A fine stagione firma un rinnovo annuale, rimanendo in Piemonte anche per il campionato 2022-2023 che vede i bianconeri giungere terzi in regular season ed uscire nuovamente alle semifinali scudetto contro la Virtus Bologna. In quest'annata l'apporto in campionato di Cain è di 6,1 punti e 6,5 rimbalzi in regular season e di 5,8 punti e 7,0 rimbalzi nei play-off.
Rimasto fermo per qualche mese, il trentaseienne Cain inizia una nuova parentesi italiana nel marzo 2024 quando, a stagione in corso, scende in Serie A2 accettando l'offerta da parte della neopromossa LUISS Roma, squadra dell'omonima università privata capitolina.

## Statistiche

### College
| Anno      | Squadra      | PG | PT | MP   | TC%  | 3P% | TL%  | RP   | AP  | PRP | SP  | PP   |
| --------- | ------------ | -- | -- | ---- | ---- | --- | ---- | ---- | --- | --- | --- | ---- |
| 2009-2010 | S.D. Coyotes | 32 | 32 | 32,6 | 64,5 | -   | 50,0 | 10,4 | 2,4 | 1,5 | 3,0 | 14,7 |
| Carriera  | Carriera     | 32 | 32 | 32,6 | 64,5 | -   | 50,0 | 10,4 | 2,4 | 1,5 | 3,0 | 14,7 |

## Palmarès
- Campionato lettone: 2

VEF Rīga: 2010-11, 2011-12